# Bogoria (gmina)
Bogoria – gmina miejsko-wiejska w województwie świętokrzyskim, w powiecie staszowskim. W latach 1975–1998 gmina położona była w województwie tarnobrzeskim. Siedziba gminy to Bogoria.
Według danych z 30 czerwca 2004 gminę zamieszkiwało 8059 osób. Natomiast według danych z 31 grudnia 2019 roku gminę zamieszkiwały 7692 osoby.

## Współczesne części gminy
Poniżej w tabeli 1 miejscowości będące integralną częścią gminy Bogoria (2612012) z aktualnie przypisanym im numerem SIMC (zgodnym z Systemem Identyfikatorów i Nazw Miejscowości) z katalogu TERYT (Krajowego Rejestru Urzędowego Podziału Terytorialnego Kraju).
W obszar wsi wchodzą:
| Integralne części gminy Bogoria | Integralne części gminy Bogoria | Integralne części gminy Bogoria |
| ------------------------------- | ------------------------------- | ------------------------------- |
| 0788070                         | Bogoria                         | miasto                          |
| 0788092                         | Budy                            | wieś                            |
| 0788130                         | Ceber                           | wieś                            |
| 0788152                         | Domaradzice                     | wieś                            |
| 0788175                         | Gorzków                         | wieś                            |
| 0788198                         | Grzybów                         | wieś                            |
| 0788229                         | Jurkowice                       | wieś                            |
| 0788258                         | Kiełczyna                       | wieś                            |
| 0788086                         | Kolonia Bogoria                 | wieś                            |
| 0788577                         | Kolonia Pęcławice               | wieś                            |
| 0788318                         | Kolonia Pęcławska               | wieś                            |
| 0788726                         | Kolonia Wysoki Małe             | wieś                            |
| 0788324                         | Łagówka                         | wieś                            |
| 0990445                         | Malkowice                       | wieś                            |
| 0788360                         | Mała Wieś                       | wieś                            |
| 0788376                         | Miłoszowice                     | wieś                            |
| 0788407                         | Moszyny                         | wieś                            |
| 0788442                         | Niedźwiedź                      | wieś                            |
| 0788471                         | Pełczyce                        | wieś                            |
| 0788502                         | Pęcławice Górne                 | wieś                            |
| 0788519                         | Podlesie                        | wieś                            |
| 0788525                         | Przyborowice                    | wieś                            |
| 0788548                         | Rosołówka                       | wieś                            |
| 0788554                         | Szczeglice                      | wieś                            |
| 0788583                         | Ujazdek                         | wieś                            |
| 0788614                         | Wagnerówka                      | wieś                            |
| 0788637                         | Wierzbka                        | wieś                            |
| 0788643                         | Witowice                        | wieś                            |
| 0788650                         | Wola Kiełczyńska                | wieś                            |
| 0788666                         | Wola Malkowska                  | wieś                            |
| 0788703                         | Wolica                          | wieś                            |
| 0788710                         | Wysoki Duże                     | wieś                            |
| 0788732                         | Wysoki Małe                     | wieś                            |
| 0788749                         | Wysoki Średnie                  | wieś                            |
| 0788755                         | Zagorzyce                       | wieś                            |
| 0788761                         | Zimnowoda                       | wieś                            |

## Struktura powierzchni
Według danych z roku 2002 gmina Bogoria ma obszar 123,41 km², w tym:
- użytki rolne: 70%
- użytki leśne: 24%

Gmina stanowi 13,34% powierzchni powiatu.

## Demografia

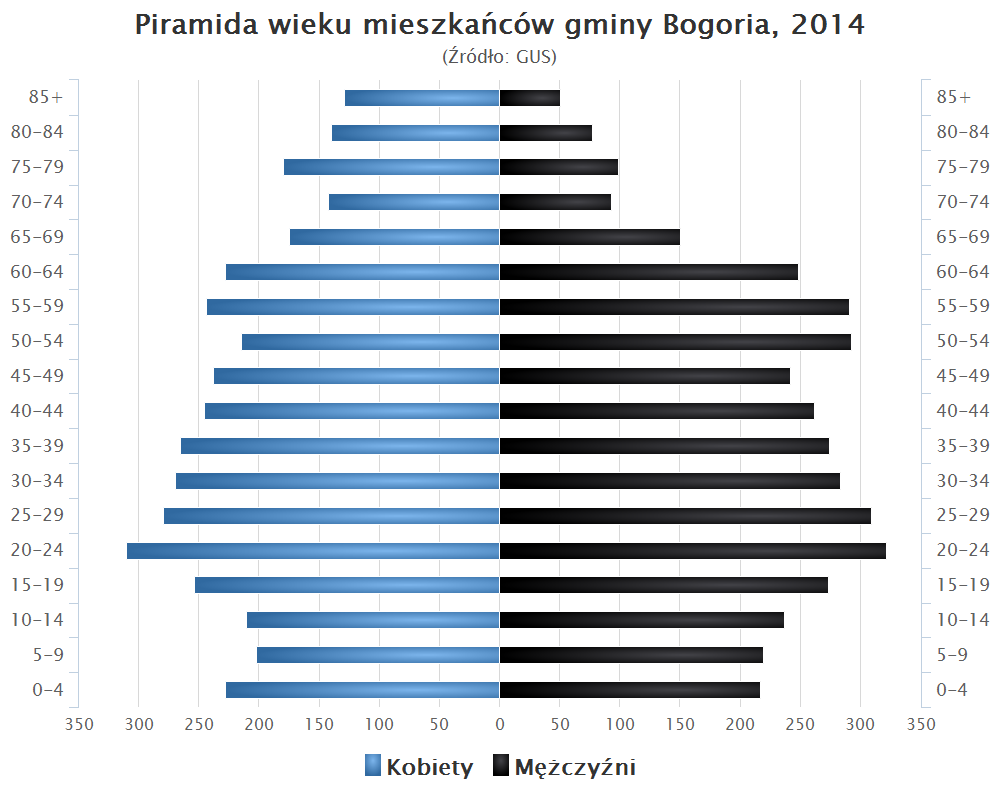
Piramida wieku mieszkańców gminy Bogoria w 2014 roku

Dane z 30 czerwca 2004:
| Opis                              | Ogółem | Ogółem | Kobiety | Kobiety | Mężczyźni | Mężczyźni |
| --------------------------------- | ------ | ------ | ------- | ------- | --------- | --------- |
| Jednostka                         | osób   | %      | osób    | %       | osób      | %         |
| Populacja                         | 8059   | 100    | 4006    | 49,7    | 4053      | 50,3      |
| Gęstość zaludnienia [mieszk./km²] | 65,3   | 65,3   | 32,5    | 32,5    | 32,8      | 32,8      |

## Budżet
Rysunek 1.1 Dochody ogółem w gminie Bogoria w latach 1995-2010 (w zł)
| WYSZCZEGÓLNIENIE               | J. m. | ROK         | ROK         | ROK         | ROK         | ROK         | ROK          | ROK          | ROK          | ROK          | ROK          | ROK          | ROK           | ROK           | ROK           | ROK           | ROK           |
| WYSZCZEGÓLNIENIE               | J. m. | 1995        | 1996        | 1997        | 1998        | 1999        | 2000         | 2001         | 2002         | 2003         | 2004         | 2005         | 2006          | 2007          | 2008          | 2009          | 2010          |
| ------------------------------ | ----- | ----------- | ----------- | ----------- | ----------- | ----------- | ------------ | ------------ | ------------ | ------------ | ------------ | ------------ | ------------- | ------------- | ------------- | ------------- | ------------- |
| Dochody ogółem                 | zł    | 3 235 245,- | 5 344 309,- | 6 801 624,- | 7 432 783,- | 8 269 577,- | 9 897 691,-  | 10 872 165,- | 11 024 928,- | 13 342 361,- | 13 675 370,- | 16 724 271,- | 17 113 341,34 | 18 187 029,84 | 20 636 036,97 | 21 970 832,98 | 29 113 834,77 |
| ZNAK                           | ±     | +           | –           | –           | +           | –           | +            | +            | +            | –            | +            | –            | +             | –             | –             | +             | +             |
| Deficyt/nadwyżka budżetowy(-a) | zł    | 81 364,-    | 121 531,-   | 98 801,-    | 175 441,-   | 18 029,-    | 1 146 398,-  | 548 891,-    | 40 653,-     | 555 568,-    | 1 204 645,-  | 471 773,-    | 268 588,46    | 782 746,42    | 2 464 653,26  | 1 430 151,14  | 8 755 530,51  |
| ZNAK                           | Σ     | =           | =           | =           | =           | =           | =            | =            | =            | =            | =            | =            | =             | =             | =             | =             | =             |
| Wydatki ogółem                 | zł    | 3 316 609,- | 5 222 778,- | 6 702 823,- | 7 608 224,- | 8 251 548,- | 11 044 089,- | 11 421 056,- | 11 065 581,- | 12 786 793,- | 14 880 015,- | 16 252 498,- | 17 381 929,80 | 17 404 283,42 | 18 171 383,71 | 23 400 984,12 | 37 869 365,28 |

Rysunek 1.2 Wydatki ogółem w gminie Bogoria w latach 1995-2010 (w zł)

Według danych z roku 2010 średni dochód na mieszkańca wynosił 3 646,98 zł (tj. – stan na 31 XII; przy 3 648,81 zł w zestawieniu na 30 VI); jednocześnie średnie wydatki na mieszkańca kształtowały się na poziomie 4 743,75 zł (tj. – stan na 31 XII; przy 4 746,13 zł w zestawieniu na 30 VI).

## Sołectwa
Bogoria, Budy, Ceber, Domaradzice, Gorzków, Grzybów, Józefów Witowicki, Jurkowice, Kiełczyna, Kolonia Bogoria, Kolonia Pęcławice, Kolonia Pęcławska, Kolonia Wysoki Małe, Łagówka, Malkowice, Mała Wieś, Miłoszowice, Moszyny, Niedźwiedź, Pełczyce, Pęcławice Górne, Podlesie, Przyborowice, Rosołówka, Szczeglice, Ujazdek, Wagnerówka, Wierzbka, Witowice, Wola Kiełczyńska, Wola Malkowska, Wolica, Wysoki Duże, Wysoki Małe, Wysoki Średnie, Zagorzyce, Zimnowoda

## Sąsiednie gminy
Iwaniska, Klimontów, Raków, Staszów